# Dansk Pro Wrestling
Dansk Pro Wrestling (tidligere kendt som Dansk Wrestling og Premier Wrestling League) er en forening der blev oprettet i 2004 af Daniel Grønaa. Daniel Grønaa fik en wrestlingring til Danmark, fra et stort forbund i Tyskland. Den 5. juni 2005 løb det første show i Dansk Pro Wrestling af stablen, og det hed Slagmarkog blev afholdt i Fredericia. Flere wrestlere som før havde wrestlet på madrasser, græsplæner, og andre steder, blev samlet fra alle steder i landet, for at deltage i Dansk Pro Wrestling. Nogle af dem havde tidligere wrestlet oppe hos Asbjørn Riis, mens andre var helt nye. 
Siden Slagmark i 2005, har Dansk Wrestling vokset sig større og bedre, og i 2006 gik foreningen fra shows med 30 tilskuere, til 150+ tilskuere og senere op imod 1000 tilskuere. Dansk Wrestling har selvfølgelig en række wrestlere, som alle kæmper for at få fat i DW Danmarks Mesterskabet, som holdes af den skotske wrestler Drew Galloway på nuværende tidspunkt. Siden 2007 har der oftest være udenlandske wrestlere på shows, fra lande som USA, Canada, Tyskland, England, Skotland, Irland, Holland, Østrig, Norge, Sverige og Finland. 
I efteråret 2007 kunne DW følges på DR2 kl. 23.00 hver fredag aften i serien Blod, Sved og Springskaller.
Ved Vild Vinter V, den 13. februar 2010, blev de første tag-team mestre kåret. Det blev det fransk/tyske team "One Knight in Paris" (Pierre le Prestée & Michael Knight), som løb af med sejren efter at have vundet en turnering med 4 teams. De andre teams var Århus Mafiaen (Tank & Prince Mohammed), Offline (KImball & Thorn) m/ Wulff og Disdain Corp (Robbie Dynamite & Rampage Brown) m/ Mr. PPV. De holdttitlen frem til 14. januar 2011, hvor de blev besejret af det skotske team Fight Club (Kid Fite & "Bad Boy" Liam Thomson" ved et show på Falster.

## Historie

### 2004-2005
Dansk Pro Wrestling blev stiftet i 2004, dengang med navnet Dansk Wrestling. Stiftelsen fandt sted i Viborg, og var et initiativ af Daniel Grønaa, der havde visioner om et projekt der blev kaldt Fight Arena. Denne arena skulle ligge i Viborg, og huserer en række mere eksotiske kampsportsgrene, såsom MMA, Kickboxing og naturligvis Wrestling. I første omgang blev det til dannelsen af foreningen Dansk Wrestling, hvor Daniel Grønaa fungerede som formand, Poul Roest som næstformand og Kim Tinning som kasserer. Målet med Dansk Wrestling var fremme wrestlingsporten i Danmark, og derfor var førsteprioriteten at skaffe en wrestlingring til landet. Foreningen fik støtte fra Fredericia Kommune, og det blev derfor i Fredericia at ringen kom til at stå opmagasineret. Foreningen købte en wrestlingring fra Tyskland, der kom til landet i foråret 2005. Det første show var Slagmark, der blev afholdt på Ryesplads i Fredericia, d. 5. juni 2005. Showet inkluderede en række erfarne wrestlere, der tidligere havde wrestlet hos den nu inaktive Asbjørn Riis, heriblandt Chaos, Tank, Kimball, Inzaneiack, Mr. PPV, Lenny the Benny, JKA og Smakhouze, men også en håndfuld wrestlere der gjorde sin debut i en wrestlingring, såsom Dronnist, Kristian Holm, Prince Mohammed og Raptor. De fem sidstnævnte var trænet af blandt andre Chaos, Tank, Kimball og Asbjørn Riis. Henover sommeren 2005 afholdt Dansk Wrestling tre shows i henholdsvis Fredericia, Kolding og Esbjerg. Esbjerg blev den allerførste danske containerkamp på tv, hvor Kimball besejrede Chaos ved at smide ham i en container. Herefter gik Dansk Wrestling en mørk periode i møde, hvor der i stedet for at afholde shows, blev fokuseret på at træne alle wrestlerne op til det store Vild Vinter show i februar 2006. Det resulterede i en række netshows, som var med til at skabe en fanbase på nettet.  

### 2006-2007
2006 sæsonen åbnede med stor stil, da Dansk Wrestling arrangerede sit første store show d. 18. februar i Langå. Showet blev kaldt Vild Vinter, og havde stor lysopsætning og et filmhold, til en senere DVD udgivelse. Showet var en stor succes, med næsten 200 betalende gæster – det største publikum for et dansk wrestlingshow nogensinde på det tidspunkt. I showets main event, vandt Prince Mohammed en Battle Royal om 10,000 kr. Dansk Wrestling besluttede sig for at købe en DW Danmarksmesterskabstitel hjem til foreningen, som skulle være den titel, de fremtidige hovedkampe skulle handle om. Endnu et house show blev afholdt, blot en uge efter Vild Vinter, og det er til dags dato den sidste af sin slags. Den 1. juli 2006 løb det næste store DW show af stablen – Hedeslag. Adskillige nye wrestlere gjorde sin debut på et af DWs store shows, såsom Tank, Pablito, Shooter Schjøtler, Judas, Thorn, Raptor og Benny Ray, der alle før havde været indblandet i DWs mindre shows. Til gengæld sagde DW også her farvel til Smakhouze, der havde været involveret i DW siden starten, et år tidligere. Henover sommeren 2006 afholdte DW en række betalingsshows rundt omkring på festivaler og indkøbscentre i landet, i byer som Randers, Tranum og Århus. DW vendte tilbage til Langå med deres tredje store show, International Showdown. Dette blev en milepæl i Dansk Wrestling historie. Næsten 300 betalende gæster, og besøg af den amerikanske wrestler Cannonball Grizzly, plus to tyske wrestlere, Flash Christian og Toby Nathland. De udenlandske wrestleres fysikke og imponerende wrestling outfits, fik de danske wrestlere til at gå i tænkeboksen hvad angik deres egne outfits, og efterhånden kom de danske wrestlere også til at se mere og mere professionelle ud. 

## Dansk Pro Wrestling

### Wrestlere
- Big D
- Chaos
- Drew_Galloway (en)
- Dronnist
- Fred Talent
- FVN – DPW Light Heavyweight mester
- Johnny Rebel – Tidligere kendt som The Pope
- Kenny Kash
- Kool Krede
- Michael Fynne
- Nitro Green
- Ravn
- Rick Dominick
- Shooter Schjøtler
- Sonne
- Thorn

### Besætning
- Mette Louise - Dommer
- Christian Lenskjold – Dommer
- Jesper Nikolajsen – Formand og dommer
- Mr. PPV – General Manager
- Mr. PPV – Manager for Damage Inc
- Wulff – Manager for Demolition Davies

## Tidligere wrestlere
- The Judgment Knight
- Benny Ray
- The Brute
- Inzaneiack
- Jackson
- JKA
- Jak Osmium også wrestlet under navnene Judaz og KracK
- Lenny the Benny
- Mad Man McKinzy
- Muskelmanden
- Pablito
- The Punisher
- Smakhouze

## Dansk Wrestling shows
- DW Slagmark
- DW Panik på P-Pladsen
- DW Cityhall Brawl
- DW House Show
- DW Vild Vinter
- DW Hedeslag
- DW Braget i Tranum
- DW Fredericia Hardcore Festival
- DW Randers Festuge
- DW Balladen i Bruuns
- DW International Showdown
- DW X-Mas Brawl
- DW Buret Inde
- DW Titel vs. Maske
- DW Danmark vs. Tyskland
- DW Opgøret
- DW Invasion fra Nord